# Mattoon, Wisconsin
Mattoon är en by i Shawano County i den amerikanska delstaten Wisconsin med en yta av 4,2 km² och en folkmängd, som uppgår till 357 invånare (2020).